# Sismo de Constantinopla de 557
O sismo de Constantinopla de 557 ocorreu na noite de 14 de dezembro. Este terremoto, descrito nas obras de Agátias, João Malalas e Teófanes, o Confessor, causou grandes danos à cidade, então capital do Império Bizantino em uma região frequentemente atingida por terremotos. Outros terremotos menores precederam o grande evento, incluindo dois em abril e outubro, respectivamente. O principal terremoto de dezembro foi de ferocidade sem igual, e “quase arrasou completamente” a cidade. Causou danos à Igreja de Santa Sofia que contribuiu para o colapso de sua cúpula no ano seguinte, bem como danificou as muralhas de Constantinopla na medida em que os invasores hunos foram capazes de penetrá-la com facilidade na temporada seguinte.

## Características tectônicas
Constantinopla fica na costa norte do mar de Mármara, que é uma bacia separada relacionada a falhas ativas em uma série de segmentos da Falha Setentrional da Anatólia, o limite entre a Placa da Anatólia e a Placa Eurasiática. A zona de falha acomoda aproximadamente 24 milímetros por ano de deslocamento dextral (lateral direito) ao longo deste limite e tem sido responsável por muitos terremotos históricos destrutivos, como os de 1509 e 1766.

## Eventos anteriores
Os terremotos foram relativamente frequentes durante o reinado de Justiniano I (r. 527–565). Um terremoto em novembro de 533 levou uma multidão a buscar refúgio no Fórum de Constantino, mas não houve vítimas. Pequenos terremotos também foram relatados em 540–541, 545, 547, 551 e 554–555. Houve dois precursores do grande terremoto de 557. Em 16 de abril, o primeiro terremoto do ano abalou a cidade, mas sem causar danos. Em 19 de outubro, ocorreu o segundo, também sem danos.

## Evento
O terceiro e maior terremoto ocorreu em dezembro. De acordo com Agátias, Constantinopla foi "quase completamente arrasada". Ele o descreve como incomparável em magnitude e duração e observa que ocorreu durante as celebrações da Brumália (o Festival dos Nomes), pouco antes do solstício de inverno e da entrada do Sol no signo de Capricórnio. Também descreve como a cidade foi afetada por um inverno rigoroso antes do terremoto. Os tremores começaram por volta da meia-noite, quando a maioria dos moradores de Constantinopla estava dormindo. Os tremores acordaram os cidadãos e, à medida que os edifícios tremeram, "se ouviram gritos e lamentos". Os tremores sucessivos foram acompanhados por sons semelhantes a trovões vindos do solo. O ar supostamente "ficou turvo com as exalações vaporosas de uma névoa esfumaçada subindo de uma fonte desconhecida, e brilhando com um brilho opaco".
Os moradores em pânico começaram a evacuar suas casas, reunindo-se em ruas e becos. Agátias observou que a cidade tinha poucos "espaços abertos totalmente livres de obstruções", o que significava que os moradores não estavam a salvo de detritos caindo mesmo ao ar livre. Uma chuva de aguaneve encharcou os que estavam do lado de fora e todos "sofreram muito com o frio". Muitos buscaram refúgio nas igrejas da cidade. Agátias observa que a desordem reinava. Um grande número de mulheres, tanto as de baixo nascimento quanto as nobres, estavam nas ruas. Homens e mulheres "se misturavam livremente", um evento incomum em si. Poucos prestaram atenção ao posto e ao privilégio na corrida para evitar lesões. Os escravos, por exemplo, não prestavam atenção às ordens de seus senhores. O distrito de Régio, próximo ao porto de Constantinopla, sofreu a maior perda de casas. Muitos outros edifícios foram demolidos ou sofreram danos estruturais. Agátias observa que "um grande número de pessoas comuns" pereceu, enquanto Anatólio foi a única vítima entre os da elite. Ao amanhecer, o terremoto havia cessado. As pessoas cheias de alegria começaram a procurar os mais próximos e queridos, "beijando e abraçando e chorando de alegria e surpresa".

## Rescaldo
A cúpula de Santa Sofia foi enfraquecida no terremoto e desmoronou completamente em maio de 558. As muralhas de Constantinopla foram severamente danificadas a ponto de, no início de 559, atacantes hunos conseguiram passar por áreas danificadas. Várias outras igrejas e edifícios foram danificados. Justiniano I iniciou um curto período de luto. Não usou sua coroa nos quarenta dias que se seguiram ao terremoto. O terremoto foi mais tarde comemorado por uma liturgia anual de súplicas. Agátias também afirmou que houve um efeito de curta duração na atitude da população: os ricos eram motivados à caridade, os céticos eram motivados a orar e os viciosos eram motivados à virtude, tudo em um aparente esforço de propiciação. Ele relata ainda que logo todos caíram em suas atitudes anteriores.